# 비트매니아 III

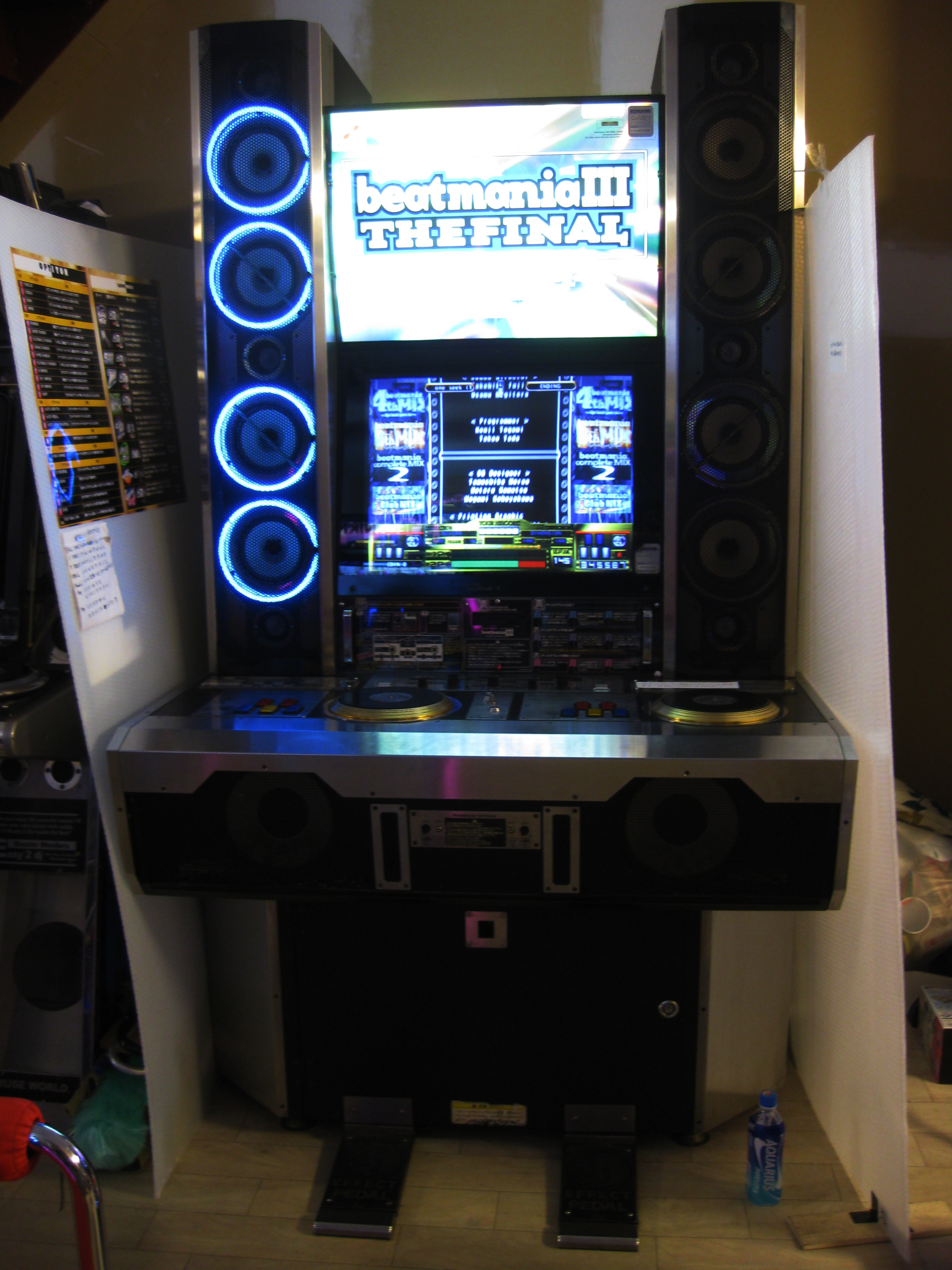
비트매니아 III 기체

《비트매니아 III》(beatmania III)는 2000년 코나미사에서 개발한 음악 게임으로서 비트매니아의 후계 기종이다. 음악이나 게임성등 여러면에서 변화를 시도한 비트매니아 IIDX와는 달리, 기존 비트매니아의 게임 방법과 수록곡을 유지하면서 다양한 이펙트 기능이나 그래픽, 사운드 시스템 등 기기의 성능을 업그레이드한 성격의 게임이다. 2002년 7월 비트매니아 시리즈가 최종작을 발매함에 따라 비트매니아 III도 beatmania III THE FINAL로 시리즈를 끝마쳤다.
이 시리즈는 일본에서도 100대의 기기만이 생산되었고, 새로운 버전이 발매되어도 추가적인 기기 생산은 없었다.

## 수많은 수록곡
비트매니아 시리즈는 가끔 이전 버전의 수록곡을 하나도 남기지 않고 신곡으로만 구성한 버전을 발매하기도 했다. 이와는 다르게, 비트매니아 III 시리즈는 새 버전이 발매되어도 이전 버전의 곡이 삭제되지 않고 거의 모든곡이 그대로 수록되었다. 예를 들어 beatmania III APPEND CORE REMIX는 이전 작품인 beatmania III의 모든 곡을 수록하고, 거기에 beatmania CORE REMIX의 곡들을 그대로 추가하는 식이다.
정작 비트매니아 III 그 자신의 신곡은 맨 처음 버전에서 수록된 23곡이 전부이며, 이후에 추가적으로 수록된 전용 신곡은 없다. 따라서 비트매니아 III의 오리지널 사운드 트랙은 단 한 장밖에 발매되지 않았다.

## 다양한 이펙터 시스템
각 플레이어의 컨트롤러에 3개의 이펙터 노브가 달려 있어 다양한 이펙터를 조작할 수 있다. 또한 비트매니아와는 달리 기체에 풋 페달이 달려있는데, 이 풋 페달을 사용하면 다양한 이펙터 효과를 조작할 수 있다. 또한 숨겨진 모드로서 풋 페달에 악보가 할당되어있는 곡을 플레이할 수도 있다. 이러한 이펙터 효과와 더불어, 비트매니아 III의 기체에는 비마니 시리즈 중에서 유일하게 헤드폰 잭이 달려있다.
비트매니아 IIDX의 플레이 스테이션 2용 컨트롤러에는 페달을 꽂을 수 있는 단자가 있는데, 이 단자에 드럼매니아 컨트롤러의 페달을 꽂으면 스크래치로 인식한다. 이 점은 비트매니아 III의 이식을 염두에 둔 일로 해석되고 있으나, 비트매니아 III는 가정용으로 이식되지 않았다.

## 플로피 디스크 시스템
비트매니아 III의 기체에는 3.5인치 플로피 디스크 드라이브가 탑재되어있는데, 드라이브에 디스크를 넣고 플레이하면 플레이 동안의 성적을 디스크에 보관할 수 있고, 또 많은 숨겨진 요소들이 등장한다. 이 플로피 디스크의 내용은 컴퓨터에 저장하여 볼 수도 있다.
초기작에서는 데이터 열람은 가능하였으나 락이 걸려있어서 데이터의 백업이 불가능하였다. 덕분에 원성이 자자하였으나 다음작인 Append COREREMIX부터는 일반적인 카피방식으로 데이터의 백업이 가능해졌다.

## 게임 모드
- kobako : 비트매니아의 EASY, NORMAL 모드에 해당하는 쉬운 난이도의 모드.
- shikomi : 비트매니아의 HARD 모드에 해당하는 가장 일반적인 모드.
- tsunagi : 4곡을 연속으로 플레이하는 모드로, 회복이 되지 않는 서바이벌 게이지를 사용한다. 비트매니아 시리즈의 EXPERT와 같은 게임 방식을 사용하지만, 게임 시작 전에 4곡을 미리 골라서 플레이한다는 것이 다르다. 또한 6th까지는 인터넷 랭킹을 지원하였다.
- sozai : 비트매니아 IIDX의 FREE 모드에 해당하는 모드. 플로피 디스크를 사용해 일정 조건을 만족시켜야 할 수 있다. 일반 게임 모드와 같이 3스테이지를 플레이할 수 있으며, 게임을 클리어하지 못해도 다음 스테이지로 넘어갈 수 있다.

## 발매된 버전
- beatmania III (2000년 2월) : beatmania에서 beatmania 5thMIX까지의 모든 곡에 beatmania III 전용 신곡 (23곡)을 수록하여 모두 107곡이 수록되었다.
- beatmania III APPEND CORE REMIX (2000년 12월) : CORE REMIX, ClubMIX의 신곡과 completeMIX2의 추가 채보, 그리고 비트매니아 IIDX 3rd Style의 3곡이 추가되어 모두 164곡이 수록되었다. 기체의 가운데에서 1P의 스크래치와 2P의 건반으로 플레이하는 1P-CENTER PLAY가 추가되었다.
- beatmania III APPEND 6thMIX (2001년 8월) : 6thMIX의 신곡을 추가하여 모두 194곡이 수록되었다. 6thMIX의 곡 가운데 일부 곡은 III 전용의 롱 버전도 추가되었다.
- beatmania III APPEND 7thMIX (2002년 3월) : 7thMIX의 신곡을 추가하여 모두 230곡이 수록되었다. 6th와 마찬가지로 일부 곡은 롱 버전이 추가되었으며, 플레이한 곡에 따라 엔딩 곡이 결정되는 분기 엔딩 시스템이 도입되었다.
- beatmania III THE FINAL (2002년 8월) : 비트매니아 시리즈가 THE FINAL로 끝남에 따라 비트매니아 III 시리즈도 이 작품으로 끝을 맺었다. 수록곡 수는 5키 비트매니아 시리즈 중 최고인 273곡으로, 5키 비트매니아의 거의 모든 곡이 수록되었다.